# Ван Лой, Франс
Франсуа (Франс) ван Лой (нидерл. François (Frans) Van Looy; 26 августа 1950, Merksem — 19 сентября 2019, Merksem, Фламандский регион) — бельгийский шоссейный велогонщик, выступавший на профессиональном уровне в 1972—1982 годах. Победитель и призёр многих крупных гонок своего времени, участник супермногодневок «Тур де Франс» и «Джиро д’Италия», представитель Бельгии на летних Олимпийских играх в Мюнхене.

## Биография
Франс ван Лой родился 26 августа 1950 года в районе Мерксем в Антверпене, Бельгия.
Дебютировал на профессиональном уровне осенью 1972 года, подписав контракт с командой Novy-Dubble Bubble. Этому подписанию предшествовали победы на нескольких любительских гонках, в частности на «Гент — Вевельгем» среди любителей. Также ранее ему довелось поучаствовать в летних Олимпийских играх в Мюнхене, где он стартовал в индивидуальной гонке на время — в конечном счёте сошёл здесь с дистанции и не показал никакого результата.
В 1973 году ван Лой выиграл отдельные этапы на «Вуэльте Валенсии», «Вуэльте Майорки», «Тур дю Нор».
В 1974 году в составе команды Flandria-Carpenter впервые проехал супермногодневку «Тур де Франс», занял в генеральной классификации 99 место. Помимо этого, был лучшим на третьем этапе «Критериум Дофине», победил в гонках «Схал Селс» и «Натионале Слёйтингспрейс», принял участие в однодневных классиках «Гент — Вевельгем», «Милан — Сан-Ремо», «Париж — Тур».
Начиная с 1975 года представлял команду Molteni, стал вторым в гонке «Тур — Версаль», третьим на «Коппа Уго Агостони» и «Схал Селс».
В 1976 году в первый и единственный раз в карьере стартовал на «Джиро д’Италия», полностью проехал всю гонку — занял в генеральной классификации 71 место, при этом на отдельных этапах был близок к победе, финишировал третьим, четвёртым, пятым, ещё в нескольких случаях находился в десятке сильнейших. Также победил на «Туре Лимбурга» и Grote Prijs Stad Sint-Niklaas.
Сезон 1977 года провёл в команде Maes-Mini Flat, выиграл гонку «Нокере Курсе», финишировал первым на одном из этапов Omloop Mandel-Leie-Schelde, добавил в послужной список ещё одну победу на «Натионале Слёйтингспрейс», показал третий результат в гонке «Брюссель — Ингойгем». Попав в состав бельгийской национальной сборной, отметился выступлением на шоссейном чемпионате мира в Сан-Кристобале — участвовал в групповой гонке профессионалов, но до финиша не добрался.
В 1978 году в составе Mini Flat-Boule d’Or выиграл по одному этапу на «Три дня Де-Панне» и «Вуэльте Каталонии», был лучшим на «Омлоп ван хет Васланд», «Де Кюстпейл», «Гран-при Ефа Схеренса». На мировом первенстве в Нюрбургринге в групповой гонке профессионалов не финишировал.
Представляя команду Kas-Campagnolo, в 1979 году снова принял участие в «Тур де Франс», однако здесь сошёл с дистанции уже в ходе пятого этапа. В этом сезоне вновь выиграл «Натионале Слёйтингспрейс», стал третьим на «Де Кюстпейл», победил на одном этапе «Вуэльты Арагона».
В 1980 году в составе Mini Flat-Vermeer-Thijs выиграл «Гран-при 1 мая», «Брюссель — Ингойгем», «Гран-при Брик Схотте», показал второй результат на «Гран-при Ефа Схеренса».
Сезон 1982 года провёл в команде Europ Decor, но в это время уже не показывал сколько-нибудь значимых результатов и по окончании сезона завершил карьеру велогонщика.
После завершения спортивной карьеры вплоть до 2006 года работал спортивным директором в немецкой команде T-Mobile.
В последние годы ван Лой проживал в доме своих родителей на семейной ферме в Мерксеме, у него возник конфликт с местной дорожной службой, которая приобрела права на эту землю и намеревалась выселить бывшего велогонщика. Ранее ван Лой сделал в доме ремонт, он хотел остаться и даже собрал 3000 подписей против строительства дороги в этом месте. Ситуация крайне негативно сказалась на его состоянии, и 20 сентября 2019 года накануне крайнего срока для выселения он покончил жизнь самоубийством.